# Larry Smith (baloncestista de 1958)
Larry Smith (Rolling Fork, Misisipi; 18 de enero de 1958) es un entrenador y exjugador de baloncesto estadounidense que disputó 13 temporadas en la NBA. Con 2,03 metros de altura, lo hacía en la posición de ala-pívot.

## Trayectoria deportiva

### Universidad
Jugó durante cuatro temporadas con los Braves de la Universidad de Alcorn State, en las que promedió 20,1 puntos y 15,1 rebotes por partido. En 1979 y 1980 fue elegido como Jugador del Año de la Southwestern Athletic Conference, liderando además la División I de la NCAA en rebotes en su último año de universidad, con 15,1 por partido.

### Profesional
Fue elegido en la vigésimo cuarta posición del Draft de la NBA de 1980 por Golden State Warriors, y desde el primer momento demostró su gran capacidad reboteadora, capturando 12,1 por partido en su primera temporada, a los que añadió 9,6 puntos, que le situaron como el tercer mejor reboteador de la liga, solo por detrás de Moses Malone y de Swen Nater, y que hicieron que fuera incluido en el mejor quinteto de rookies.
Jugó ocho temporadas más con los Warriors, nostrándose como un especialista reboteador. En cinco ocasiones más acabó entre los 10 mejores reboteadores de la liga. En la temporada 1985-86 lideró la liga en el apartado de rebotes ofensivos con 5,0 por partido, acabando en segundo lugar de dicha clasificación en tres ocasiones más, por detrás de auténticos especialistas como Moses Malone en 1981, Hakeem Olajuwon en 1985 y Charles Barkley in 1987.
Al término de la temporada 1988-89 se convierte en agente libre sin restricciones, fichando por Houston Rockets por tres temporadas y 2,5 millones de dólares. En los Rockets perdería su condición de titular, dedicándose a dar minutos de descanso a los titulares Hakeem Olajuwon y Otis Thorpe. En su primera temporada en el equipo sus estadísticas bajarían hasta los 3,0 puntos y 6,1 rebotes por partido.
Tras cumplir sus tres años de contrato, fichó por San Antonio Spurs, donde jugaría una última temporada como profesional antes de retirarse.

### Entrenador
Nada más dar por terminada su carrera como jugador, se unió al equipo técnico de Rudy Tomjanovich como asistente en el banquillo de los Houston Rockets, con el que permaneció durante 10 temporadas, las cuatro últimas como principal asistente. Durante esa época, los Rockets ganaron dos anillos de campeones de la NBA, en 1994 y 1995.
En la temporada 2003-04 se unió al equipo técnico de los Atlanta Hawks, para posteriormente pasar también por los banquillos de Los Angeles Lakers, Albuquerque Thunderbirds y Anaheim Arsenal de la NBA D-League, este último como entrenador principal, de nuevo como asistente en Los Angeles Sparks de la WNBA y, finalmente, como entrenador principal de su alma mater, la Universidad de Alcorn State, puesto que ocupó hasta 2011.

## Estadísticas de su carrera en la NBA

### Temporada regular
| Año     | Equipo       | PJ  | PT  | MPP  | %TC  | %3P  | %TL  | RPP  | APP | ROB | TPP | PPP  |
| ------- | ------------ | --- | --- | ---- | ---- | ---- | ---- | ---- | --- | --- | --- | ---- |
| 1980-81 | Golden State | 82  | –   | 31.4 | .512 | –    | .588 | 12.1 | 1.1 | 0.9 | 0.8 | 9.6  |
| 1981-82 | Golden State | 74  | 55  | 29.9 | .534 | .000 | .553 | 11.0 | 1.1 | 0.9 | 0.7 | 7.1  |
| 1982-83 | Golden State | 49  | 41  | 29.2 | .588 | –    | .535 | 9.9  | 0.9 | 0.7 | 0.4 | 8.4  |
| 1983-84 | Golden State | 75  | 63  | 29.2 | .560 | –    | .560 | 9.0  | 1.0 | 0.8 | 0.3 | 7.8  |
| 1984-85 | Golden State | 80  | 78  | 31.2 | .530 | –    | .605 | 10.9 | 1.2 | 1.0 | 0.7 | 11.1 |
| 1985-86 | Golden State | 77  | 74  | 31.7 | .536 | .000 | .493 | 11.1 | 1.2 | 0.8 | 0.6 | 9.6  |
| 1986-87 | Golden State | 80  | 78  | 29.7 | .546 | .000 | .574 | 11.5 | 1.2 | 0.9 | 0.7 | 8.8  |
| 1987-88 | Golden State | 20  | 10  | 25.0 | .472 | .000 | .407 | 9.1  | 1.3 | 0.6 | 0.6 | 6.4  |
| 1988-89 | Golden State | 80  | 78  | 23.7 | .552 | –    | .310 | 8.2  | 1.5 | 0.8 | 0.7 | 5.7  |
| 1989-90 | Houston      | 74  | 0   | 17.6 | .474 | .000 | .364 | 6.1  | 0.9 | 0.8 | 0.4 | 3.0  |
| 1990-91 | Houston      | 81  | 28  | 23.7 | .487 | –    | .240 | 8.8  | 1.1 | 1.0 | 0.3 | 3.3  |
| 1991-92 | Houston      | 45  | 7   | 17.8 | .543 | .000 | .364 | 5.7  | 0.7 | 0.5 | 0.2 | 2.3  |
| 1992-93 | San Antonio  | 66  | 13  | 12.6 | .437 | –    | .409 | 4.1  | 0.4 | 0.3 | 0.2 | 1.3  |
| Total   | Total        | 883 | 525 | 25.9 | .531 | .000 | .531 | 9.2  | 1.1 | 0.8 | 0.5 | 6.7  |

### Playoffs
| Año   | Equipo       | PJ | PT | MPP  | %TC  | %3P  | %TL  | RPP   | APP | ROB | TPP | PPP  |
| ----- | ------------ | -- | -- | ---- | ---- | ---- | ---- | ----- | --- | --- | --- | ---- |
| 1987  | Golden State | 10 | 10 | 32.9 | .531 | –    | .708 | 13.7* | 1.7 | 1.2 | 0.6 | 10.3 |
| 1989  | Golden State | 8  | 8  | 18.5 | .250 | –    | –    | 5.0   | 2.0 | 0.8 | 1.4 | 1.0  |
| 1990  | Houston      | 4  | 0  | 18.3 | .750 | –    | –    | 3.3   | 1.3 | 1.0 | 0.0 | 3.0  |
| 1991  | Houston      | 3  | 0  | 19.0 | .250 | .000 | .000 | 4.3   | 1.3 | 0.3 | 0.3 | 0.7  |
| 1993  | San Antonio  | 6  | 0  | 8.3  | .667 | –    | .750 | 2.7   | 0.2 | 0.7 | 0.3 | 1.2  |
| Total | Total        | 31 | 18 | 21.2 | .500 | .000 | .690 | 7.1   | 1.4 | 0.9 | 0.6 | 4.3  |